# Carl Maximowicz
Carl Johann Maximowicz ou Karl Ivanovich Maximowicz (em russo:  Карл Иванович Максимович) (Tula, Império Russo, 11 de novembro (calendário juliano) ou 23 de novembro (calendário gregoriano) de 1827 – São Petersburgo, 4 de fevereiro (calendário juliano) ou 16 de fevereiro (calendário gregoriano)) de 1891 foi um botânico russo.

## Biografia
Estudou em Dorpat e em 1852 começou a trabalhar no Instituto Botânico de Komarov como curador do herbário, dirigindo esta instituição até  1869.
Entre 1853 e 1857, viajou com o compatriota Leopold Ivanovich von Schrenck (1826-1894)  para a região de Amur, na Ásia Oriental . Visitou  também a  China, a Coreia e  o Japão entre 1859 e 1864.  Dedicou-se especialmente a flora do Japão, seguindo os passos  de  Carl Peter Thunberg (1743-1828) e Philipp Franz von Siebold (1796-1866). No Japão seu assistente era  Sukawa Chonosuke e, pela sua dedicação,  Maximowicz lhe homenageou a espécie  Trillium tschonoskii da família das  Melanthiaceae.
Maximowicz consagrou  a sua vida ao estudo da flora das regiões que visitou e descreveu numerosas novas espécies. Interessou-se igualmente pela flora do Tibete, observando que eram compostas principalmente por plantas originárias da Mongólia e do  Himalaia.
Comissionado pela Academia Russa das Ciências  adquiriu da viúva de von Siebold uma coleção de oito volumes que reunia as famosas ilustrações botânicas realizadas por artistas japoneses.

## Espécies descritas por Maximowicz
- Gênero Circaeaster Maxim. - família Circaeasteraceae.

| - Acer argutum Maxim. - Acer barbinerve Maxim. - Acer capillipes Maxim. - Acer miyabei Maxim. - Acer mono Maxim. - Acer nikoense Maxim. - Acer tschonoskii Maxim. - Berberis thunbergii Maxim - Calanthe reflexa Maxim. | - Goodyera macrantha Maxim. - Liparis japonica Maxim. - Pedicularis artselaeri Maxim. - Platanthera hologlottis Maxim. - Rhododendron schlippenbachii Maxim. - Trichosanthes kirilowii Maxim. - Trillium tschonoskii Maxim. - Tulotis ussuriensis (Maxim.) Hara - Yoania japonica Maxim. |

## Espécies nomeadas em sua homenagem
| - Acer maximowiczianum - Atriplex maximowicziana - Betula maximowicziana - Crataegus maximowiczii - Kalopanax pictus var maximowiczii | - Lilium leichtlinii Hooker f. var. maximowiczii - Picea maximowiczii - Populus maximowiczii - Microtus maximowiczii |

## Obras (lista parcial)
- Rhamneae orientali-asiaticae (1866)
- Rhododendrae Asia Orientalis (1870)
- Monograph on genus Lespedeza (1873)
- Enumeratio plantarum hucusque in Mongolia : nec non adjacente parte Turkestaniae Sinensis lectarum (1889)
- Flora Tangutica : sive enumeratio plantarum regionis Tangut (AMDO) provinciae Kansu, nec non Tibetiae praesertim orientaliborealis atque tsaidam : ex collectionibus N.M. Przewalski atque G.N. Potanin (1889)
- Diagnoses plantarum novarum asiaticarum. VI